# Tito Speri
(Tito Speri durante il periodo della prigionia, dai Confortatori, pag. 119, vol. II)
Tito Speri (Brescia, 2 agosto 1825 – Belfiore, 3 marzo 1853) è stato un patriota italiano, uno dei "Martiri di Belfiore".

## Biografia

### La prima giovinezza

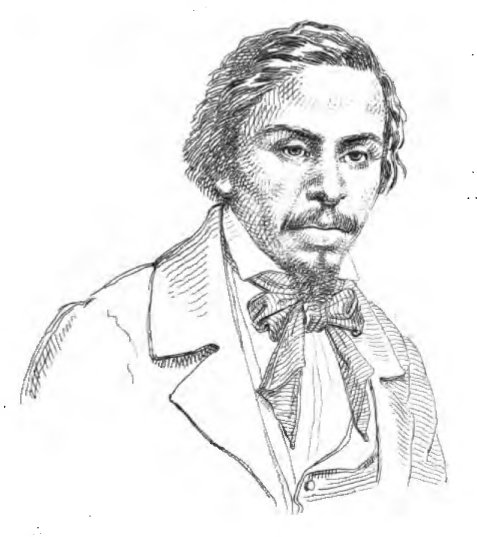
Ritratto a matita di Tito Speri

Primo di cinque figli, Tito Speri nacque a Brescia da Angela Tòrtima e da Gian Battista Speri, restauratore e pittore bresciano che a suo tempo militò nell'esercito napoleonico. Molto legato alla figura del padre, che gli trasmise la passione per la pratica della guerra e l'odio per gli Austriaci, sin dalla prima giovinezza Tito ebbe modo di mostrare il proprio temperamento indomito e focoso. Dopo aver terminato gli studi elementari, fu costretto ad interrompere il proprio percorso scolastico per due anni a causa di una malattia respiratoria; in ogni caso, tra il 1839 ed il 1845, frequentò lo storico liceo classico Arnaldo, allora denominato Imperial Regio Ginnasio, avendo peraltro modo di distinguersi per le proprie doti letterarie e poetiche tramite diversi premi e riconoscimenti. Alla morte del padre, nel 1844, il nobile Giuseppe Pilati ne divenne il tutore e, proprio presso la casa di quest'ultimo, lo Speri si innamorò della giovane Fortunata (o Fortunina) Gallina, nativa di Manerbio, a cui rimase legato fino alla morte di lei, nel 1851. Nel 1846 il giovane si iscrisse al liceo, benché lo abbandonasse dopo pochi mesi, forse in seguito ad un litigio con un professore; nell'autunno dello stesso anno, più precisamente il primo ottobre, Tito decise di entrare in seminario, più che per una vera e propria vocazione forse per poter completare finalmente gli studi, tant'è già nell'aprile del 1847 ritirò l'iscrizione. A quel punto si iscrisse sempre in liceo, questa volta tuttavia a Lodi, essendo però impossibilitato a terminare il proprio percorso scolastico a causa dei moti del 1848.

### Il fervore patriottico
Nel 1848, appunto, partì come volontario alla prima guerra di indipendenza e militò nei Corpi Volontari Lombardi della colonna cremonese di Gaetano Tibaldi, impegnati nell'invasione del Trentino. Combatté nella battaglia di Sclemo e dopo il successivo armistizio di Salasco ritornò a Brescia dove coadiuvò il comitato clandestino, mantenendolo in contatto con quello torinese presieduto da Bartolomeo Gualla, e spronandolo a preparare l'insurrezione delle Dieci giornate di Brescia.

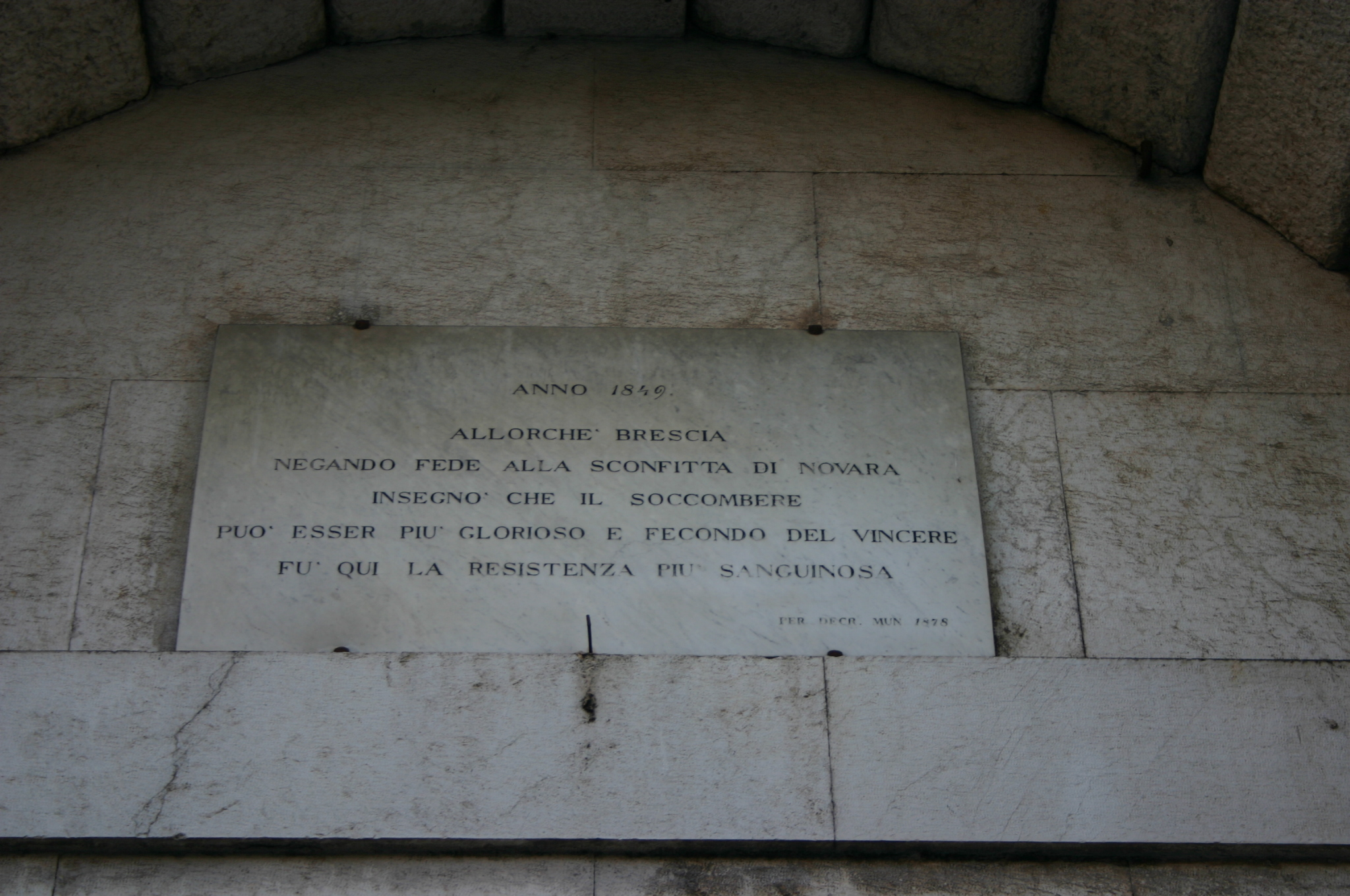
La targa commemorativa posta nel Mercato dei Grani, presso piazzale Arnaldo, proprio a seguito degli scontri presso Porta Torrelunga

#### L'esperienza delle Dieci giornate di Brescia
Nel 1849, con l'impeto ed il fervore che sempre lo contraddistinsero, Tito Speri comandò in prima persona le azioni belliche dei rivoltosi bresciani contro gli austriaci; l'insurrezione, infatti, scoppiò a seguito della partenza di parte dell'esercito austriaco verso il Piemonte, e si concluse il 1º aprile 1849, vedendo lo Speri protagonista di vari scontri armati. Il 26 marzo, appunto, guidò l'insurrezione nella zona di porta Sant'Eufemia, mentre il 28 la tragica difesa di Porta Torrelunga, nella zona dell'attuale piazzale Arnaldo, e della piazza che oggi porta il suo nome, ossia piazzetta Tito Speri. Il 31 dello stesso mese, infine, tentò una disperata resistenza all'interno delle mura della città.
Con la capitolazione della città ed il ritorno delle truppe austriache a Brescia, il patriota si rifugiò in Svizzera, nel Canton Ticino a Lugano, fino a scendere verso Torino, dove ottenne un impiego presso il ministero dell'istruzione ed aderì agli ideali dei moti mazziniani, anche a causa dell'esito della battaglia di Novara. Tuttavia, grazie all'amnistia concessa il 12 agosto dal generale austriaco Josef Radetzky, lo Speri ebbe modo di rientrare a Brescia.

### L'attività clandestina di Tito Speri e l'arresto

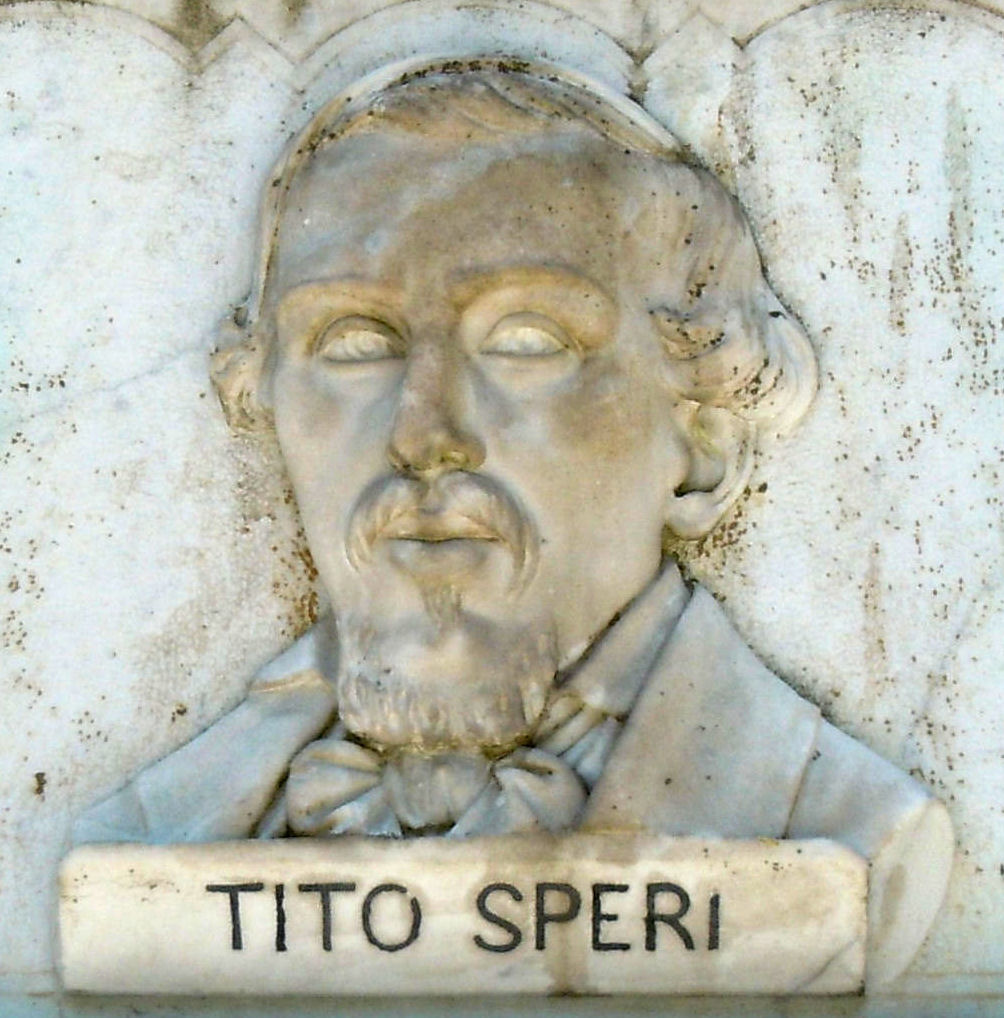
Particolare del Monumento ai Martiri di Belfiore a Belfiore

Il patriota bresciano, nel tentativo di sensibilizzare la popolazione, si distinse come uno dei principali promotori della distribuzione di bollettini incendiari e cartelle del prestito mazziniane, oltre che del reclutamento di nuovi affiliati alla causa dei ribelli; alla fine del 1851 la sua attività cospirativa, tuttavia, fu scoperta presso il ministero dell'interno di Vienna, decifrando i registri con riportate le attività e le somme di denaro clandestine amministrate dagli insorti. Dunque il bresciano fu arrestato e condotto prima nel carcere della Mainolda, mentre solo in seguito nel carcere del castello di San Giorgio a Mantova.
Ebbe come compagno di cella un altro patriota, Carlo Cessi di Pomponesco, al quale affidò un fazzoletto a scacchi da portare alla sorella Santina. Si trattava di un lasciapassare per la consegna di documenti antiaustriaci al Cessi, che uscì dal carcere il 19 marzo 1853. Nel 1889 un frammento del fazzoletto venne donato dai famigliari del Cessi al museo del Risorgimento di Brescia.
Nel processo intentato contro la sua persona, lo Speri affermò di avere operato trasportando delle armi ed un torchio tipografico, ma solo al fine di "aiutare la guerra" che Antonio Bosio e Giovanni Acerbi gli descrissero come imminente; il patriota bresciano tentò inoltre di dimostrare la propria innocenza proclamandosi estraneo ai fatti, benché comunque l'accusa, capitanata da Luigi Castellazzo, avesse provato un suo diretto coinvolgimento in diversi progetti di attentati. Uno di essi fu concepito all'inizio del 1852 da Acerbi ai danni dell'agente di polizia Filippo Rossi, a seguito della fucilazione del patriota Don Giovanni Grioli; un secondo invece mirava ad assassinare Luigi Mazzoldi, filo-austriaco e direttore del giornale collaborazionista "La Sferza". Circa le accuse mosse al patriota bresciano e riguardanti il Rossi, Castellazzo proclamò addirittura di essere disposto a ripetere le accuse "in faccia dello Speri".
Infine, Tito Speri fu giudicato colpevole di alto tradimento e corresponsabilità in tentato omicidio, con sentenza emessa da Radetzsky il 28 febbraio 1853: la pena era quella capitale, alla quale furono destinati anche il conte Carlo Montanari ed il parroco Bartolomeo Grazioli, mentre gli altri venti imputati videro la pena commutata esclusivamente in detentiva.

### La morte

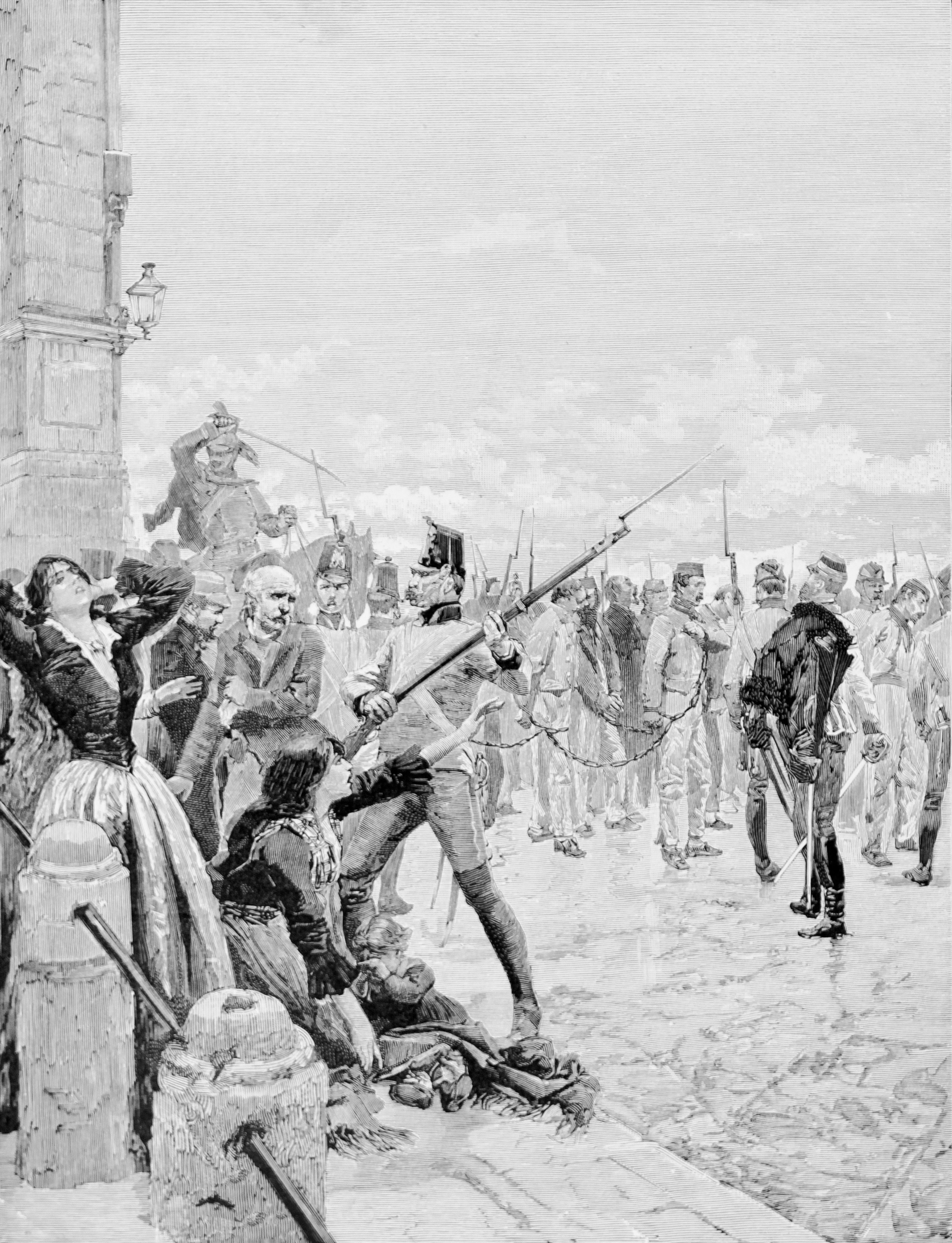
I Martiri di Belfiore in una xilografia di fine Ottocento

Nell'ultimo periodo, in attesa dell'esecuzione della pena, lo Speri indirizzò numerose lettere a propri amici e compagni, a Tarquinia Massarani ed anche alla madre; alcune di esse, tra l'altro, sono degne di nota sia per i contenuti che per lo stile letterario. In alcune descrisse, per esempio, l'affetto per i propri amici, l'amore nei confronti dello studio e il rammarico nel non poter contemplare la bellezza della natura; accennò tra l'altro alla propria preoccupazione circa il non svelare l'attività illegale del comitato ribelle bresciano, che egli cercò infatti di difendere per tutta la durata del processo. Inoltre, si dichiarò "pentito d'esser stato irreligioso". Fu anche visitato, durante il periodo della prigionia, dal proprio benefattore Giuseppe Pilati ed anche dalla sorella Santina.

Il confortatorio dei suoi ultimi tre giorni di vita fu dedicato interamente alla riconciliazione dello Speri con la religione, a cui già la madre lo aveva avviato da piccolo ed a cui era molto legata. Inoltre definì il suo amico Cavalletto, che spesso si recò a visitarlo, come "un raggio di luce vivificante nei solenni orrori della prigionia". Proprio la sera prima dell'esecuzione, circa alle dieci del 2 marzo, lasciò l'amico con questa affermazione:
(Tito Speri la sera prima della propria esecuzione, dai Confortatori, pagina. 121, vol. II)
La mattina dell'ultimo giorno, infine, prima della partenza dal carcere, pregò ai piedi del crocifisso, dettò le proprie volontà testamentarie e "conservò il suo sembiante lieto". Fu dunque giustiziato il 3 marzo 1853 a Belfiore, - con poca gente, in una giornata raffreddata da un venticello "marzolino" portatore di messaggi di morte - ultimo a salire sul patibolo dopo il Montanari ed il Grazioli.

## Tributi a Tito Speri

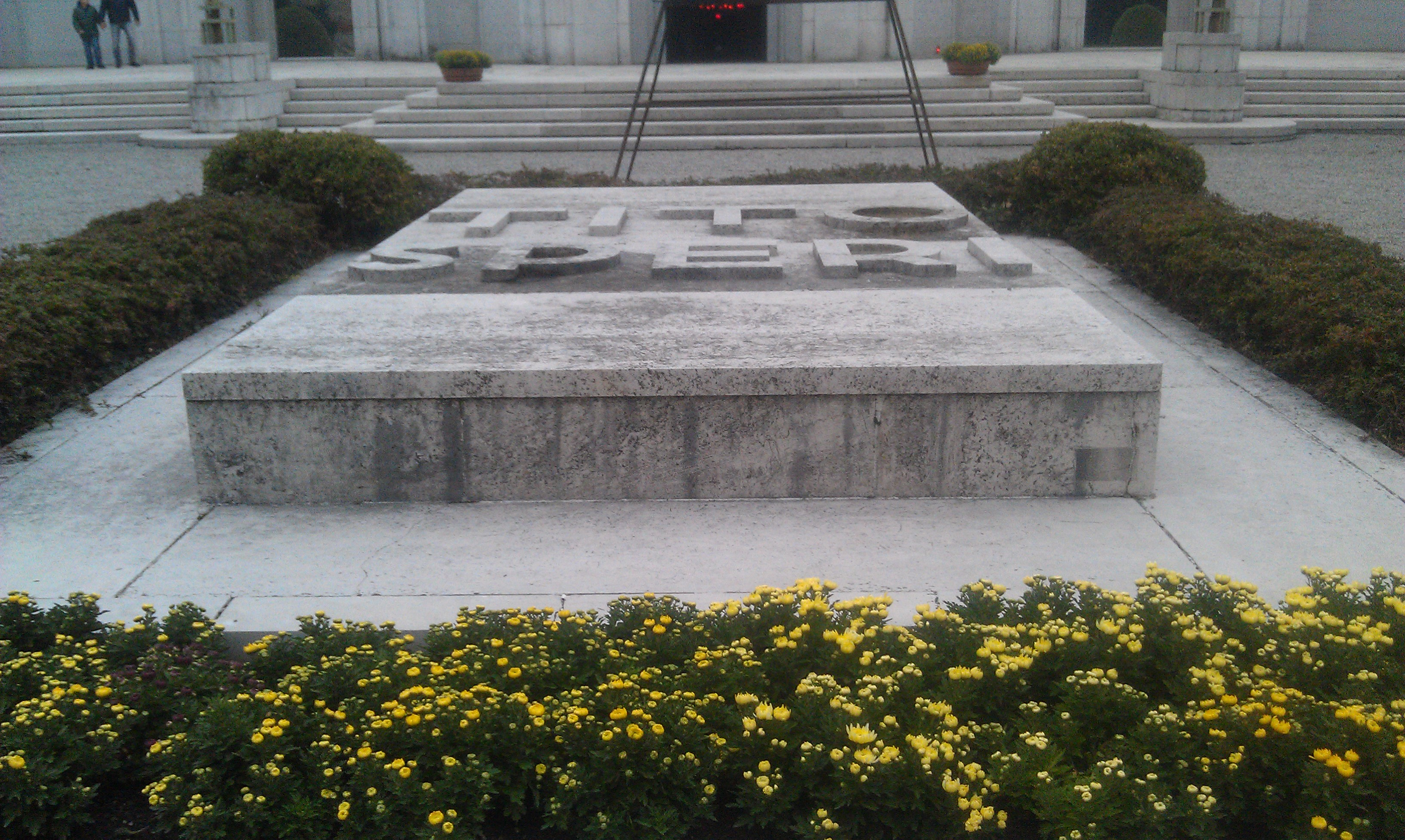
La tomba del patriota nel cimitero monumentale di Brescia

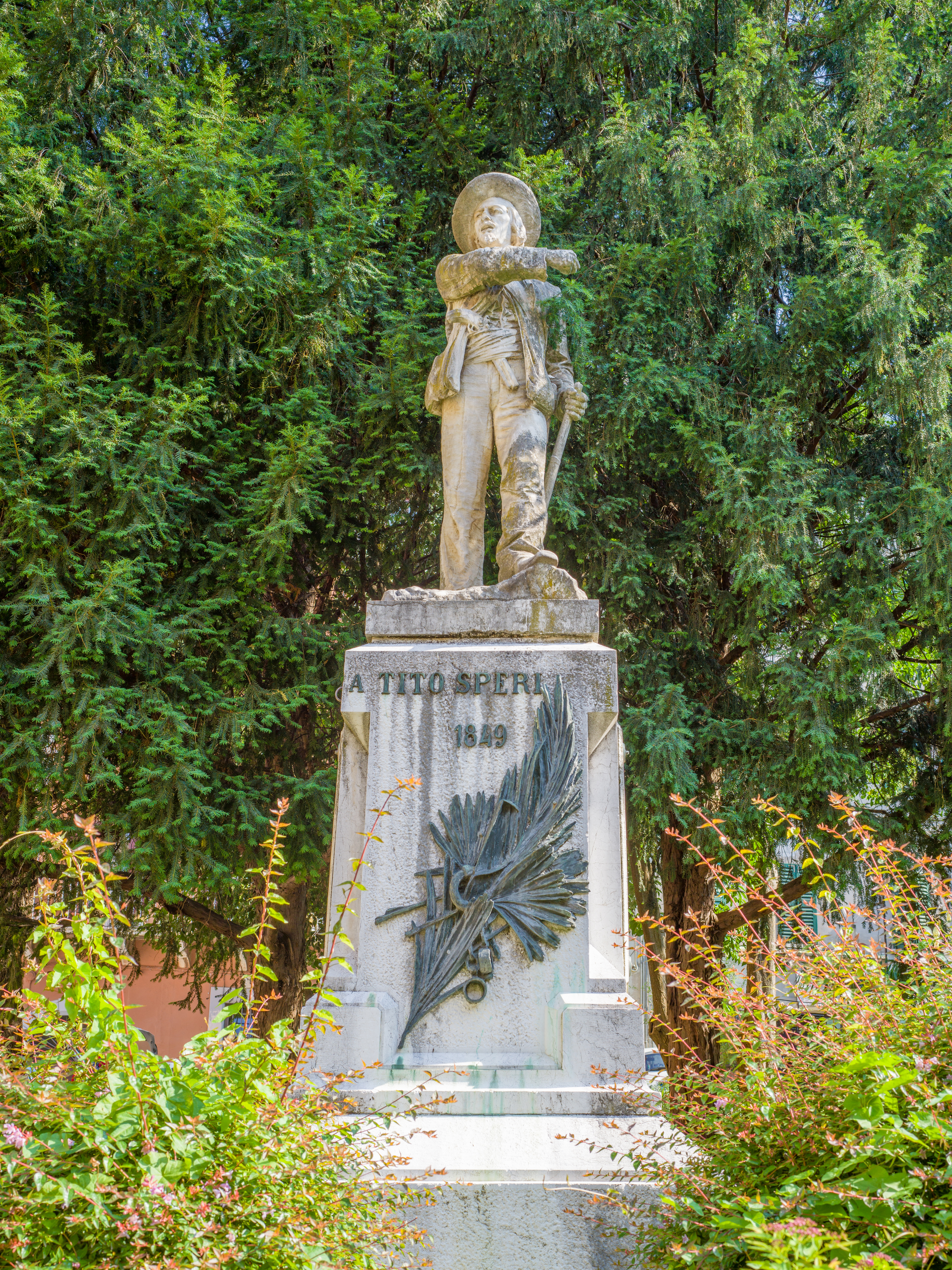
Il monumento a Tito Speri ed eretto nel 1888

- In suo ricordo, fu eretto il cosiddetto monumento a Tito Speri, innalzato nell'omonima piazza di Brescia;[11] venne appunto dedicato alla memoria del patriota ed inaugurato solennemente il 1º settembre 1888.[12] La sua tomba, infine, ha trovato giusta collocazione nel cimitero monumentale di Brescia.[13]
- Giulio Uberti ebbe modo di tributare alla figura dello Speri una poesia, con la quale mostrava verso il patriota bresciano rispetto e ammirazione:

(Giulio Uberti, Tito Speri, 1-4)
- A Mantova gli è stata intitolata un'omonima scuola privata,[14] oltre a molti altri istituti, tra cui uno a Milano[15] ma soprattutto a Brescia[16] e provincia: per esempio, uno a Botticino[17] ed uno a Rezzato.[18]
- Si ricorda anche il sommergibile Tito Speri, dedicato proprio alla figura ed alla memoria del patriota bresciano.[19]
- "Tito Speri" fu il nome di battaglia scelto da Bruno Enei, comandante partigiano della brigata s. Faustino Proletaria d’Urto attiva in Umbria durante gli eventi della Resistenza.[20]